# BDŽ-Baureihe 05
Die Dampflokomotiven der BDŽ-Baureihe 05 (zunächst kurzzeitig als Baureihe 07 bezeichnet) wurden von der bulgarischen Staatsbahn BDŽ im Rahmen ihres Einheitsprogramms 1941 beschafft.  Die Schlepptenderlokomotiven mit der Achsfolge 2'C1' (Bauart „Pacific“) waren für den Schnellzugverkehr vorgesehen. Gebaut wurden sie von der deutschen Lokomotivfabrik Krupp.

## Geschichte
Ende der 1920er entschloss sich die BDŽ, angeregt durch die Einheitsdampflokomotiven der Deutschen Reichsbahn, künftig ihre Beschaffung an deren Baugrundsätzen zu orientieren. Wesentliche Elemente der zunächst ab 1931 neubeschafften Baureihen 01, 02 und 10 und 46 waren der Verzicht auf die bislang für bulgarische Loks typische Verbunddampfmaschine zugunsten einfacherer Zwillings- und Drillingsbauarten sowie weitgehend vereinheitlichte Kesselbauarten und Armaturen.
1939 legte die BDŽ ihr eigenes Einheitslokprogramm endgültig fest. Von den bislang eingeführten Baureihen sollten allerdings lediglich die Reihen 46 und 48 weiter bestellt werden. Aufgrund der guten Erfahrungen mit der als Dreizylinderlok ausgeführten Baureihe 02 wurden mit Ausnahme der Rangierloks alle Baureihen als Dreizylinderlokomotiven geplant. Künftig zur Beschaffung vorgesehen wurden folgende Baureihen:
- 2'D1'-Schlepptenderlok für Schnell- und Personenzüge, BDŽ-Baureihe 03
- 2'C1'-Schlepptenderlok für Express- und Schnellzüge, BDŽ-Baureihe 07
- 2'E-Schlepptenderlok für schwere Personen- und Güterzüge, BDŽ-Baureihe 11
- 1'C2'-Tenderlok für Personenzüge auf Nebenbahnen
- 1'D2'-Tenderlok für Schnell- und Personenzüge auf kurzen Strecken, BDŽ-Baureihe 36
- 1'E2'-Tenderlok für Güterzüge auf Nebenbahnen
- 1'F2'-Tenderlok für schwere Güterzüge, BDŽ-Baureihe 46
- C1'-Tenderlok für Bahnhofsdienste
- D1'-Tenderlok für Rangierdienste, BDŽ-Baureihe 48

Bedingt durch den Ausbruch des Zweiten Weltkriegs wurde das Beschaffungsprogramm der BDŽ nur ansatzweise umgesetzt und nur ein Teil der neun geplanten Baureihen in den Jahren von 1941 bis 1943 beschafft. Insgesamt kamen 52 Loks der Baureihen 03, 05/07, 11, 36 und 46 zur BDŽ, nach dem Krieg folgten noch drei Lokomotiven der Reihe 48. Mangels eigener Lokomotivfabriken wurden alle Lokomotiven von deutschen Herstellern konstruiert und geliefert.
Das bulgarische Eisenbahnnetz ist in dem gebirgigen Land geprägt durch lange Rampenstrecken und anspruchsvolle Zugförderungsaufgaben. Bei Schnellzügen kam es daher weniger auf hohe Geschwindigkeiten, sondern auf gute Reibungsverhältnisse an. Mit den Baureihen 01 und 02 besaß die BDŽ schon Lokomotiven, die für den Einsatz vor schweren Schnellzügen auf Gebirgsstrecken geeignet waren. Als deren Ablösung sollte die Reihe 03 dienen. Es gab dennoch einen zunehmenden Bedarf nach höheren Geschwindigkeiten und dem Einsatz leichterer und schnellerer Züge. Die Baureihe 07 sollte diese Aufgaben übernehmen und Züge eines geplanten Schnellverkehrsangebots übernehmen.

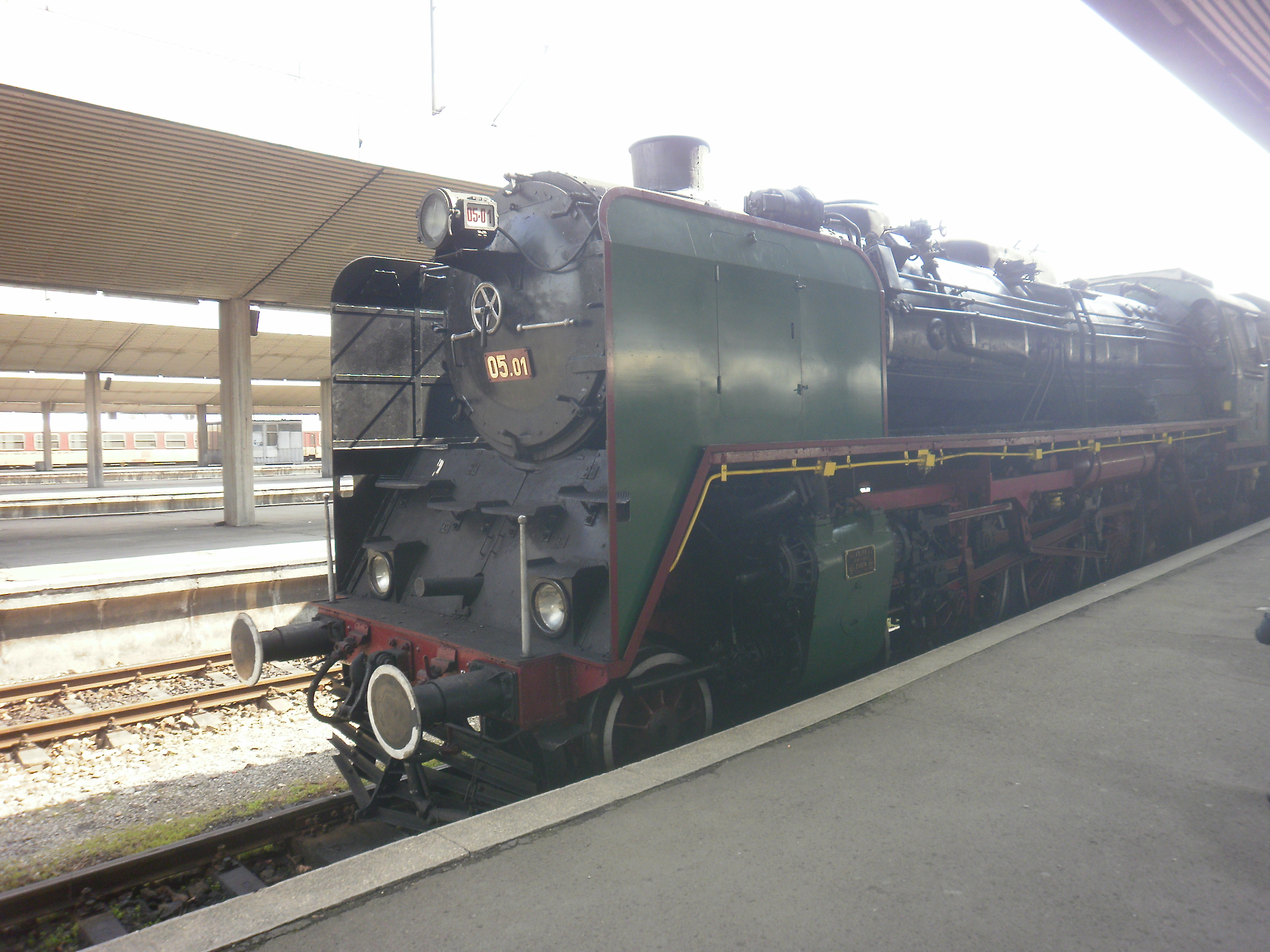
BDŽ-Lokomotive 05.01 in Sofia

Die Konstruktion der Baureihe 07 wurde am Vorbild der DR-Baureihe 03.10 ausgerichtet, unter Verzicht auf deren Stromlinienverkleidung und mit etwas kleineren Treibrädern. Mit 1.850 mm sind es dennoch die größten Treibräder aller je für die BDŽ gebauten Dampflokomotiven. Abweichend von den anderen Lokomotiven des bulgarischen Einheitsprogramms ist ihr Kessel etwas kleiner dimensioniert. Der Kessel war an den Baugrundsätzen der deutschen Einheitslokomotiven orientiert, erhielt aber zwecks Verwendung der heimischen Kohle mit niedrigerem Brennwert eine vergleichsweise große Rostfläche.
Die fünf Lokomotiven mit den Fabriknummern 2459 bis 2463 lieferte Krupp 1941 ab. Eingeordnet wurden sie durch die BDŽ zunächst mit den Betriebsnummern 07.01 bis 07.05. Weitere Lokomotiven waren bestellt, für 15 Lokomotiven waren bereits die Nummern 07.06 bis 07.20 vorgesehen. Im Deutschen Reich wurde jedoch im Zuge der kriegswirtschaftlichen Konzentration der Fertigung die Umstellung auf ausschließliche Produktion von Kriegslokomotiven betrieben. Für kleine Exportserien sah die Kriegswirtschaft keinen Platz mehr vor. Im Juli 1942 wurde daher durch den von Gerhard Degenkolb geleiteten Hauptausschuss Schienenfahrzeuge eine Beschränkung des bei deutschen Lokomotivfabriken noch zugelassenen Fahrzeugkatalogs auf drei Dampflokomotivtypen für Vollbahnen angeordnet. Lediglich bereits begonnene Fahrzeuge durften noch beendet werden, wobei Bulgarien als Verbündeter des Dritten Reichs noch bevorzugt behandelt wurde.
Im Zuge der Annexion des Südteils der jugoslawischen Banschaft Vardar, des heutigen Nordmazedoniens, während des Zweiten Weltkriegs übernahm die BDŽ 1942 auch gut 90 rund um Skopje eingesetzte Lokomotiven der JDŽ. Darunter waren 29 Stück der JDŽ-Reihe 01, einer ab 1922 beschafften 1’C1’h4-Schnellzuglokomotive. Diese wurden, da das Baureihenschema der BDŽ kaum weiteren Platz bot, als Baureihe 07 eingeordnet, die neuen Pacifics erhielten dafür die Baureihe 05. Mit Kriegsende musste Bulgarien die jugoslawischen Lokomotiven wieder zurückgeben, die Nummerierung der Pacifics wurde allerdings beibehalten.
Alle fünf Lokomotiven überstanden den Krieg und wurden nach 1945 von der BDŽ vor leichteren Schnellzügen eingesetzt. Sie bespannten vor allem Schnell- und Personenzüge zwischen Stara Sagora und Burgas. Bis Ende der 1970er Jahre wurde die Baureihe ausgemustert.
Die erstgebaute Lokomotive der Reihe 05, die 05.01, ist als betriebsfähige Museumslokomotive der BDŽ erhalten geblieben und wird für Sonderfahrten eingesetzt.